# Beni (rzeka)
Beni – rzeka w Boliwii. Stanowi dopływ rzeki Madeira. Długość 1100 km. Jest ważną drogą transportową. Jest żeglowna na odcinku 800 km w sezonie wysokiego poziomu wody od grudnia do maja. Jej największym dopływem jest Madre de Dios.

## Bieg rzeki
Wypływa z Cordillera Real (Andy Środkowe) i płynie na północ. Środkowy odcinek rzeki przepływa przez lasy deszczowe Amazonii. Łączy swój bieg z Tuichi w okolicy miasta Rurrenabaque. w Riberalta łączy się z rzeką Madre de Dios.

## Dopływy
Głównymi dorzeczami Beni są:
- Madre de Dios
- Boopi
- Santa Elena
- Kaka
- Machariapo
- Madidi
- Tuichi